# Cellatica
Cellatica là một đô thị trong tỉnh tỉnh Brescia thuộc vùng Lombardia, Ý. Đô thị này có diện tích 6,5 km², dân số 5249 người. Các đô thị giáp ranh gồm: Brescia, Collebeato, Concesio, Gussago, Castegnato.